# Unconditionally
Unconditionally – drugi singel amerykańskiej piosenkarki Katy Perry, promujący jej czwarty album, zatytułowany Prism. Singel został wydany 16 października 2013 roku. Twórcami tekstu utworu są Katy Perry, Lukasz Gottwald, Max Martin oraz Henry Walter, natomiast jego produkcją zajęli się Dr. Luke, Martin i Cirkut. Inspiracją dla utworu była wycieczka Perry na Madagaskar, dzięki partnerstwu piosenkarki z organizacją humanitarną UNICEF.
„Unconditionally” to ballada z elementami rocka. Piosenka była notowana na 14. miejscu Billboard Hot 100, 25. pozycji UK Singles Chart. Utwór nie powtórzył sukcesu komercyjnego, jak nastąpiło w przypadku singla – „Roar”, natomiast dotarł do pierwszej dziesiątki w sześciu krajach.
Aby promować piosenkę Perry wykonywanała m.in. na American Music Awards 2013, który wywołał kontrowersje i spotkał się z negatywnym odebraniem przez publiczność, a nawet z oskarżeniami o rasizm za sprawą motywu gejszy. Teledysk został wyreżyserowany przez Brenta Bonacorso, a wyprodukowali go Thom Fennessey, Danny Lockwood i Jess Bell.

## Lista utworów
- CD single[2]

1. „Unconditionally” – 3:48
2. „Unconditionally” (Instrumental) – 3:48

## Notowania i certyfikaty
| Lista (2013–14)                        | Najwyższa pozycja |
| -------------------------------------- | ----------------- |
| Australia (Top 50 Singles)             | 11                |
| Austria (Ö3 Austria Top 40)            | 16                |
| Belgia (Ultratop 50 Singles, Flandria) | 49                |
| Belgia (Ultratop 50 Singles, Walonia)  | 26                |
| Czechy (Rádio – Top 100)               | 7                 |
| Francja (Top Singles & Titres)         | 38                |
| Hiszpania (PROMUSICAE)                 | 40                |
| Holandia (Dutch Top 40)                | 32                |
| Irlandia (Singles Chart)               | 27                |
| Kanada (Billboard Canadian Hot 100)    | 13                |
| Niemcy (Media Control Charts)          | 22                |
| Nowa Zelandia (Recorded Music NZ)      | 26                |
| Polska (AirPlay – Top)                 | 17                |
| Słowacja (Rádio – Top 100)             | 11                |
| Stany Zjednoczone (Hot 100)            | 14                |
| Szwajcaria (Singles Top 100)           | 27                |
| Szwecja Swedish Charts                 | 48                |
| Węgry (Rádiós Top 40 játszási lista)   | 14                |
| Wielka Brytania (UK Singles Chart)     | 25                |
| Włochy (FIMI)                          | 6                 |

| Państwo                  | Status             |
| ------------------------ | ------------------ |
| Australia (ARIA)         | platynowa płyta    |
| Dania (IFPI Dania)       | złota płyta        |
| Hiszpania (PROMUSICAE)   | złota płyta        |
| Kanada (Music Canada)    | platynowa płyta    |
| Norwegia (IFPI Norwegia) | złota płyta        |
| Stany Zjednoczone (RIAA) | 2× platynowa płyta |
| Szwecja (GLF)            | złota płyta        |
| Wenezuela (APFV)         | platynowa płyta    |
| Wielka Brytania (BPI)    | srebrna płyta      |
| Włochy (FIMI)            | platynowa płyta    |

## Historia wydania
| Region            | Data                 | Format                   | Wytwórnia  | Źródło |
| ----------------- | -------------------- | ------------------------ | ---------- | ------ |
| Stany Zjednoczone | 22 października 2013 | Contemporary hit radio   | Capitol    | [ 33 ] |
| Australia         | 23 października 2013 | Contemporary hit radio   | Universal  | [ 34 ] |
| Stany Zjednoczone | 5 listopada 2013     | Adult contemporary radio | Capitol    | [ 35 ] |
| Niemcy            | 22 listopada 2013    | Singel CD                | Universal  | [ 2 ]  |
| Włochy            | 22 listopada 2013    | Contemporary hit radio   | Universal  | [ 36 ] |
| Wielka Brytania   | 16 grudnia 2013      | Impact Day               | Virgin EMI | [ 37 ] |